# Hypomyces armeniacus
Hypomyces armeniacus är en svampart som beskrevs av Tul. & C. Tul. 1860. Hypomyces armeniacus ingår i släktet Hypomyces och familjen Hypocreaceae.  Arten är reproducerande i Sverige. Inga underarter finns listade i Catalogue of Life.